# دون هيوسون
دون هيوسون (بالإنجليزية: Don Hewson)‏ هو لاعب كرة قدم أسترالية أسترالي، ولد في 28 أكتوبر 1919، وتوفي في 12 يوليو 2017.

## وصلات خارجية
- دون هيوسون على موقع AustralianFootball.com (الإنجليزية)
- دون هيوسون على موقع AFLtables.com (الإنجليزية)